# Microtropis ramiflora
Microtropis ramiflora är en benvedsväxtart som beskrevs av Wight. Microtropis ramiflora ingår i släktet Microtropis och familjen Celastraceae. Inga underarter finns listade.